# الكسندر فيلد
الكسندر فيلد (بالإنجليزية: Alexander Field)‏ هو ممثل بريطاني (وحمل سابقاً جنسية المملكة المتحدة لبريطانيا العظمى وأيرلندا)، ولد في 6 يونيو 1892 بلندن في المملكة المتحدة، وتوفي في 17 أغسطس 1971.

## وصلات خارجية
- الكسندر فيلد على موقع IMDb (الإنجليزية)
- الكسندر فيلد على موقع قاعدة بيانات برودواي على الإنترنت (الإنجليزية)
- الكسندر فيلد على موقع قاعدة بيانات الفيلم (الإنجليزية)